# Suddivisioni del Portogallo
Le suddivisioni del Portogallo si distinguono fra:
- 18 distretti (in portoghese: distritos, sing. distrito) e 2 regioni autonome (Azzorre e Madera);
- 308 comuni (municípios o anche concelhos, sing. município o concelho[1]);
- oltre 4000 freguesias.

Il Portogallo rivendica il comune spagnolo di Olivenza e lo considera un comune portoghese sotto amministrazione spagnola.

## Regioni e subregioni statistiche
A fini esclusivamente statistici sono istituite 5 regioni, rilevanti anche dal punto di vista geografico, e 28 subregioni. Le regioni sono:
- Alentejo;
- Algarve;
- Centro;
- Lisbona (Lisboa);
- Nord (Norte).

## Amministrazioni locali

Comunità intercomunali (in verde) e Grandi aree metropolitane (in vermiglio)

A livello locale sono contemplate tre distinte forme di aggregazione:
- Grandi aree metropolitane, istituite per Lisbona e Porto;
- Comunità intercomunali;
- Comunità urbane.

Le comunità intercomunali, talora coincidenti con le subregioni statistiche e con le province istituite nel 1936 e soppresse nel 1976, sono 21:
- Alentejo Centrale
- Alentejo Litorale
- Algarve
- Alto Alentejo
- Alto Minho
- Alto Tâmega
- Ave
- Basso Alentejo
- Beira Bassa
- Beiras e Serra da Estrela
- Cávado
- Douro
- Lezíria do Tejo
- Medio Tejo
- Ovest
- Regione di Aveiro
- Regione di Coimbra
- Regione di Leiria
- Tâmega e Sousa
- Terras de Trás-os-Montes
- Viseu Dão Lafões